# Arv (album)
Arv è il secondo album della viking metal band norvegese degli Ásmegin. È stato pubblicato nel novembre 2008 e diffuso sul web il 26 dello stesso mese.

## Tracce
- Fandens Mælkebøtte - 04:10
- Hiertebrand - 04:08
- Generalen Og Troldharen - 05:27
- Arv - 05:40
- Yndifall - 06:38
- Gengangeren - 04:32
- Prunkende, Stolt I Jokumsol - 02:41
- En Myrmylne - 09:00

## Formazione
- Erik Fossan Rasmussen - voce, batteria
- Raymond Håkenrud - chitarra, basso, voce, pianoforte
- Marius Olaussen - chitarra, basso, mandolino, accordion, pianoforte, mellotron
- Lars Fredrik Frøislie - organo, pianoforte, mellotron, mini-moog